# Ingmar Egede
Ingmar Egede (* 21. September 1930 in Qeqertarsuaq; † 9. August 2003) war ein grönländischer Lehrer, Rektor, Psychologe und Menschenrechtler.

## Leben
Ingmar Egede wurde 1930 als Sohn des Kaufmanns, Landesrats, Lehrers und Sachbuchautors Peter Egede (1908–1996) und dessen dänischer Ehefrau Asta Irmelin Porsild (1903–1978) geboren. Seine Großväter waren der Landesrat Abel Egede (1880–1945) und der Biologe Morten Pedersen Porsild (1872–1956). Er heiratete am 19. Oktober 1953 die Schulpsychologin Annelise Helledie (1930–1991), Tochter von Valdemar Helledie (1899–1975) und Nielsine Kristine Pedersen (1899–1982). Aus der Ehe gingen drei Kinder hervor, darunter die spätere KNR-Direktorin Ivalo Egede (1956–2020).
Ingmar Egede wuchs in Upernavik Kujalleq, Oqaatsut und Akunnaaq auf und wurde von 1939 bis 1954 im dänischen Silkeborg ausgebildet. 1954 wurde er Lehrer in Hillerød an der Marie Mørks Skole und ein Jahr später Leiter der Schule von Qaanaaq. Nach einer Fortbildung an Danmarks Lærerhøjskole arbeitete er von 1962 bis 1965 in Aasiaat und war nach einem weiteren Jahr an der Lærerhøjskole ab 1966 Schulinspektor in Maniitsoq. 1968 kehrte er erneut zu Danmarks Lærerhøjskole zurück, wo er Psychologie studierte. Anschließend wurde er 1971 Konsulent für pädagogische Entwicklungsarbeit und 1972 Schulpsychologe. 1975 wurde er als erster Grönländer zum Rektor des Ilinniarfissuaqs ernannt, was er 13 Jahre blieb, bevor er von 1988 bis 1991 Berater des grönländischen Kultur- und Bildungsministeriums war.
Von 1989 bis 1992 saß er im Aufsichtsrat der Inuit Circumpolar Conference, wo er sich für die Rechte der Inuit einsetzte, und war anschließend bis 1995 Vizevorsitzender. Von 1988 bis 1992 war er Aufsichtsratsmitglied des Tuukkaq Teatrets und von 1988 bis 2001 des Nationaltheaters Silamiut. 1996 bis 1999 war er Aufsichtsratsvorsitzender des Katuaq. Er saß in zahlreichen weiteren Räten und Ausschüssen, hauptsächlich zum Thema Schule und Bildung, und war in den 1970er Jahren Mitgründer der Siumut.
2003 erlag er einem langen Krebsleiden im Alter von 72 Jahren.